# Nya Zeeland i olympiska sommarspelen 1968
Nya Zeeland deltog med 52 deltagare vid de olympiska sommarspelen 1968 i Mexico City. Totalt vann de en guldmedalj och två bronsmedaljer.

## Medaljer

### Guld
- Dick Joyce, Ross Collinge, Dudley Storey, Warren Cole och Simon Dickie - Rodd, fyra med styrman.

### Brons
- Mike Ryan - Friidrott, maraton.
- Ian Ballinger - Skytte, 50 meter gevär, liggande.